# Nieważkość

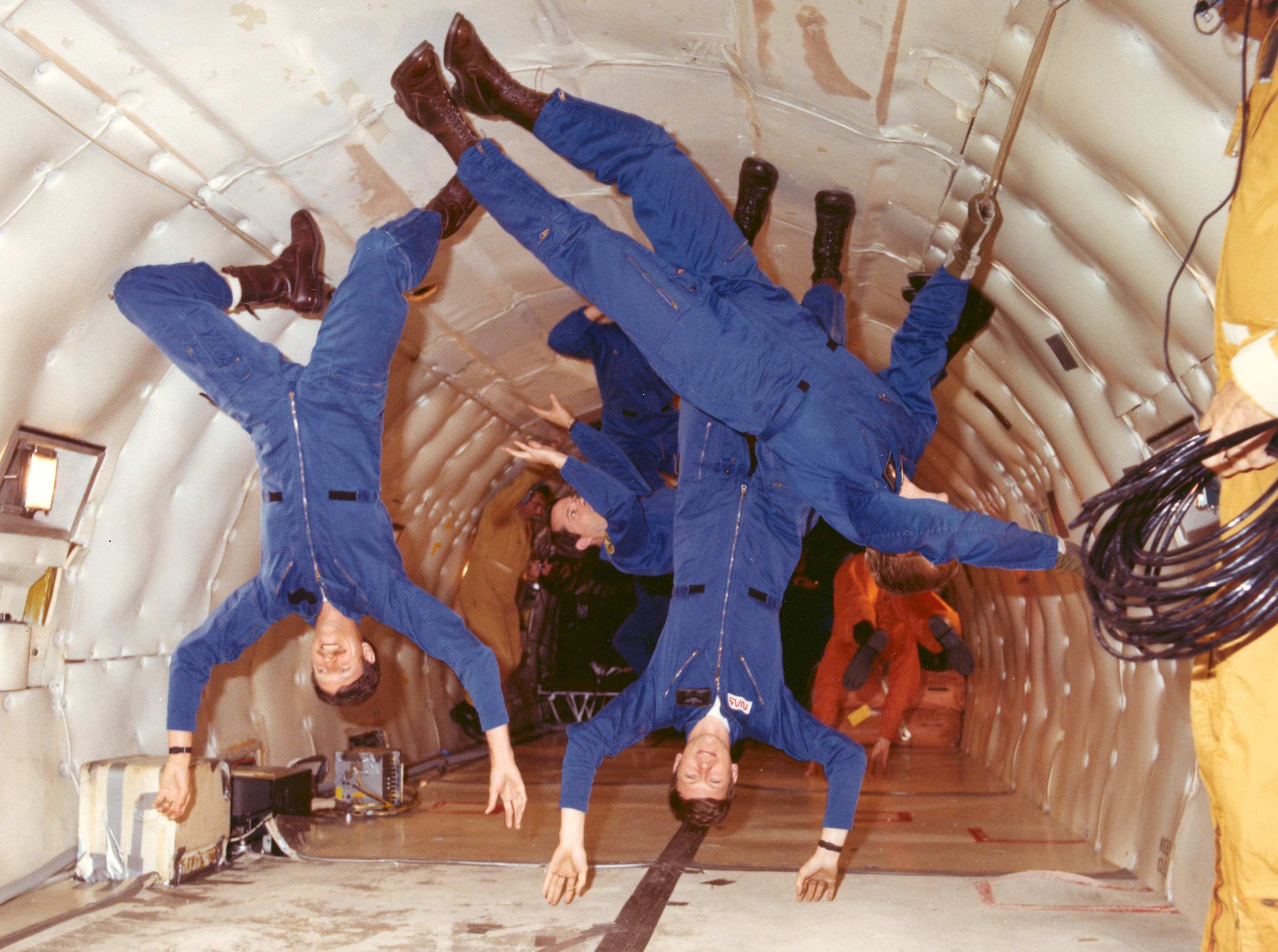
Uczestnicy lotu parabolicznego w samolocie w stanie nieważkości

Nieważkość – stan, w którym działające na układ ciał siły zewnętrzne nie wywołują wzajemnych ciśnień (nacisków) części układu na siebie, a wewnętrzne oddziaływania grawitacyjne są pomijalne. Rzadziej używany jest także termin nieciężkość.
W szczególności nieważkość występuje, gdy na ciało działa tylko siła grawitacji. Jest to równoważne z tym, że obiekt będący w stanie nieważkości nie ma ciężaru, mimo że posiada masę.

## Odczuwanie stanu nieważkości
Ciało pozostające w spoczynku na powierzchni Ziemi podlega działaniu siły grawitacji skierowanej centralnie do środka Ziemi oraz siły odśrodkowej wynikającej z ruchu obrotowego Ziemi wokół własnej osi. Sumę tych sił równoważy siła sprężystości podłoża, która powstaje w reakcji na nacisk ciała na podłoże. Dopóki siły te równoważą się, ciało pozostaje w spoczynku względem powierzchni Ziemi. Siła grawitacji działa na wszystkie części ciała, podczas gdy równoważąca ją siła nacisku tylko na miejsce styku ciała i podłoża. Człowiek będąc w takiej sytuacji odczuwa siłę nacisku podłoża oraz siły nacisku poszczególnych części ciała na siebie.
Nieważkość odczuwa pasażer statku kosmicznego (astronauta) po wyjściu rakiety z gęstej atmosfery (powyżej ok. 90 km, por. Linia Kármána) i wyłączeniu silników rakietowych. W chwili kiedy włączony zostanie silnik rakietowy lub gdy na statek zaczną działać zewnętrzne siły oporu, stan nieważkości zaniknie, nawet gdy statek będzie się znajdował w przestrzeni kosmicznej. Również wówczas gdy będzie z dala od masywnych źródeł grawitacji. Wtedy, oprócz siły grawitacji, działać będzie na niego siła napędu rakietowego lub hamująca siła oporu. Siła ta będzie działać bezpośrednio na statek – nie na kosmonautę. W rezultacie statek będzie przyspieszał względem kosmonauty. W nieinercjalnym układzie odniesienia związanym z rakietą pojawi się siła bezwładności, która zepchnie astronautę w kierunku ściany rakiety przeciwległej do zwrotu siły zewnętrznej działającej na rakietę.
Nieważkość można obserwować w czasie przebywania w sztucznym satelicie orbitującym powyżej gęstych warstw atmosfery po wyłączeniu napędu rakietowego, niezależnie od kierunku prędkości i odległości od Ziemi. Nieważkość odczuwa się także w jakimkolwiek układzie zamkniętym podczas swobodnego spadania – np. w windzie, która się urwała, a także w samolocie podczas tzw. lotu parabolicznego. Lot taki polega na tym, że samolot początkowo wznosi się, następnie zmienia kierunek lotu, silniki i elementy nośne samolotu pracują tak by samolot leciał po torze i z prędkością taką jak ciało swobodnie rzucone przy braku oporu powietrza – tor ten zbliżony jest do paraboli. Przy dokładnym sterowaniu lotem samolotu można uzyskać stan nieważkości. Czas takiego lotu jest ograniczony z powodu niezbyt dużej odległości samolotu od powierzchni Ziemi, w praktyce trwa krócej niż minutę. Po nim następuje faza zmiany kierunku prędkości, podczas której w samolocie panuje przeciążenie z powodu pojawienia się siły odśrodkowej skierowanej w dół.

## Korekta błędnych sądów związanych z nieważkością
Wbrew rozpowszechnionym opiniom nieważkość nie jest stanem, w którym na ciało nie oddziałują siły grawitacji. W stacji kosmicznej mamy do czynienia ze stanem nieważkości, chociaż siły grawitacyjnego przyciągania przez Ziemię są tam tylko około 10% mniejsze niż przy jej powierzchni. Stacja lecąca po orbicie kołowej nie spada na Ziemię, jeżeli jej prędkość względem Ziemi osiąga pierwszą prędkość kosmiczną. Stacja ta krąży po orbicie okołoziemskiej dzięki temu, że grawitacja pełni w stosunku do niej funkcję siły dośrodkowej, nadającej stacji przyspieszenie dośrodkowe powodujące zakrzywienie jej toru lotu.
W układzie nieinercjalnym związanym ze stacją obserwator odnosi wrażenie, jakby tam nie działały żadne siły, a wszystkie lecące w niej obiekty były nieważkie.
Nieważkość nie jest także stanem, gdy wszystkie działające na ciało siły grawitacji się równoważą. Taka sytuacja jest we Wszechświecie niezwykle rzadka. Np. w układzie dwóch obiektów występuje tylko w jednym punkcie.
Osiągnięcie stanu nieważkości nie wymaga znalezienia się w znacznej odległości od Ziemi, ani też osiągnięcia jakiejś wyróżnionej orbity, na przykład orbity geostacjonarnej. Juliusz Verne w książce Wokół Księżyca popełnił błąd opisując ciążenie podczas podróży z Ziemi na Księżyc. Jego bohaterowie w miarę oddalania się od Ziemi odczuwali coraz mniejszy ciężar, by w punkcie równowagi osiągnąć na godzinę stan nieważkości. Następnie, w miarę dalszego zbliżania się do Księżyca, zaczęli odczuwać rosnący ciężar skierowany ku jego tarczy. Ich pojazd poruszał się ruchem bezwładnym (bez napędu), zatem przez cały czas powinni znajdować się w stanie nieważkości.

## Reakcje organizmu
Astronauci po wyłączeniu silników pojazdu startowego, przestają odczuwać zwykle oddziałujące na człowieka siły. Reakcje organizmu na takie zjawisko są różne, bardzo często dochodzi do tzw. choroby kosmicznej – mdłości wywołanych przez zaburzenia pracy błędnika w warunkach braku ciążenia. Stopień nasilenia objawów tej choroby jest rzeczą indywidualną. Najcięższa zaobserwowana reakcja wystąpiła u senatora Jake’a Garna. Stworzona została skala stopniująca reakcje na chorobę kosmiczną, nazwana Skalą Garna.